# هنگ ۴ چترباز آلپینی
هنگ ۴ چترباز آلپینی (ایتالیایی: 4° Reggimento Alpini Paracadutisti) هنگ نیروهای ویژه و ضدتروریسم نیروی زمینی ایتالیا است، که در سال ۱۸۸۲ تأسیس شد. ستاد فرماندهی هنگ ۴ چترباز در شهر ورونا قرار دارد.
هنگ ۴ چترباز یک هنگ نیروهای عملیات ویژه ارتش ایتالیا است که در مونتوریو ورونزه در ونتو مستقر است. در ابتدا این هنگ متعلق به تخصص پیاده‌نظام آلپینی ارتش ایتالیا بود، اما از ۱۴ ژوئیه ۱۹۹۶ پرسنل آن نیز به تخصص پیاده‌نظام چتربازان تعلق دارند. در ۱ نوامبر ۱۸۸۲، ارتش سلطنتی ایتالیا چهارمین هنگ آلپینی را تشکیل داد که منطقه جذب نیرو در آلپ گرایان و آلپ پنین داشت. از سال ۲۰۱۳، این هنگ به فرماندهی نیروهای ویژه ارتش اختصاص داده شده است. این هنگ یکی از پرافتخارترین و پرافتخارترین هنگ‌های ارتش ایتالیا است، اگرچه دو مدال طلای شجاعت نظامی آن به گردان آلپینی «آئوستا» که در حال حاضر غیرفعال است و به گردان فعال «مونته سروینو» اعطا شده است.
در طول جنگ جهانی اول، این هنگ به ده گردان گسترش یافت که به‌طور جداگانه در مناطق کوهستانی جبهه ایتالیا جنگیدند. به خاطر رفتار و شجاعتش در طول جنگ، به گردان آلپینی «آئوستا» مدال طلای شجاعت نظامی اعطا شد و این تنها واحد آلپینی بود که بالاترین نشان افتخار نظامی ایتالیا را در جنگ دریافت کرد. در سال ۱۹۳۵، این هنگ به لشکر اول آلپینی «تائوریننس» منصوب شد و در طول جنگ جهانی دوم در حمله به فرانسه در آن خدمت کرد. در زمستان ۱۹۴۲ تا ۱۹۴۳، گردان اسکی‌بازان «مونته سروینو» که در اکتبر ۱۹۴۱ توسط هنگ چهارم آلپینی اصلاح شده بود، در جبهه شرقی در جریان عملیات ارتش سرخ «زحل کوچک» نابود شد. به خاطر رفتار، شجاعت و فداکاری‌اش در اتحاد جماهیر شوروی بین فوریه ۱۹۴۲ و فوریه ۱۹۴۳، به گردان اسکی‌بازان «مونته سروینو» مدال طلای شجاعت نظامی اعطا شد. در سال ۱۹۴۲، این لشکر به مونته‌نگرو منتقل شد و تا زمان اعلام آتش‌بس کاسیبیل در ۸ سپتامبر ۱۹۴۳، در آنجا به عنوان نیروی اشغالگر خدمت کرد. پس از این اعلام، لشکر فوراً شروع به جنگ با نیروهای آلمانی کرد. تا اوایل اکتبر، بقایای لشکر و هنگ‌های آن مجبور به تسلیم شدن به آلمانی‌ها شدند. با آلپینی، که از مونته‌نگرو فرار کرده بود، ارتش هم‌پیمان ایتالیا که در پاییز ۱۹۴۳ تشکیل شد، گردان آلپینی «پیه‌مونته» را تشکیل داد که در جبهه متفقین در نبرد ایتالیا جنگید. از ژوئن تا سپتامبر ۱۹۴۴، گردان آلپینی «پیه‌مونته» به هنگ سوم آلپینی که اصلاح شده بود، اختصاص یافت. در ۳۰ سپتامبر ۱۹۴۴، هنگ سوم آلپینی منحل شد و گردان آلپینی «پیه‌مونته» به هنگ ویژه پیاده‌نظام «لگنانو» از گروه رزمی «لگنانو» اختصاص یافت.
در ۱۵ آوریل ۱۹۴۶، هنگ چهارم آلپینی سازماندهی مجدد شد و در سال ۱۹۵۲ به تیپ آلپینی «تائوریننسه» واگذار شد. در سال ۱۹۷۵ این هنگ منحل شد و پرچم و یگان‌های آن به گردان آلپینی «آئوستا» که به مدرسه نظامی آلپینی واگذار شده بود، اختصاص یافت. در سال ۱۹۸۹، این گردان بار دیگر سازماندهی مجدد شد و به گردان پشتیبانی لجستیکی تاکتیکی «آئوستا» تغییر نام داد. در سال ۱۹۹۸، این گردان با گردان افسران دانشکده افسری مکمل مدرسه نظامی آلپینی ادغام شد و به گردان آموزشی «آئوستا» تغییر نام داد. در سال ۲۰۰۱، گردان آموزشی «آئوستا» به واحد آموزشی «آئوستا» کاهش یافت و پرچم هنگ چهارم آلپینی به معبد پرچم‌ها در ویتوریانو در رم منتقل شد. در ۲۴ سپتامبر ۲۰۰۴، گردان چتربازان آلپینی «مونته سروینو» استقلال خود را از دست داد و روز بعد این گردان به هنگ چهارم چتربازان آلپینی پیوست که پرچم، سنت‌ها، افتخارات و نشان هنگ چهارم آلپینی را به ارث برد. از سال ۲۰۱۳، این هنگ به فرماندهی نیروهای ویژه ارتش واگذار شده است. سالگرد این هنگ در ۱۸ مه ۱۹۱۷، روزی که گردان آلپینی «آئوستا» این هنگ در دهمین نبرد ایسونزو به قله مونت وودیتسه حمله کرد و آن را در دست گرفت، جشن گرفته می‌شود.